# 史密斯鎮區 (北卡羅萊納州羅伯遜縣)
史密斯鎮區（英語：Smiths Township）是位於美國北卡羅萊納州羅伯遜縣的一個鎮區。

## 地方資料
史密斯鎮區的面積為136.49平方千米，皆為陸地。根據2020年美國人口普查的數據，當地共有人口5588人，而人口密度為每平方千米40.94人。